# Jezioro Zieloneckie
Jezioro Zieloneckie (Zielonka) – jezioro w Polsce położone w województwie warmińsko-mazurskim, w powiecie szczycieńskim, w gminie Szczytno.
- Dane
  - Powierzchnia: 6,4 ha
  - Pojemność: 63,7 tys. m³
- Opis

Hydrologicznie zamknięte, owalne jeziorko o osi północny zachód – południowy wschód. Wokół zupełnie płaskich łąk podmokłe łąki i zagajniki. Przy południowym brzegu leży wieś Zielonka. Dojazd DK58: Szczytno – Lemany, następnie po przejechaniu ok. 5 km zgodnie z drogowskazem drogą utwardzoną w lewo. Jezioro o znikomym znaczeniu, minimalnym dla połowu dla mieszkańców wsi. Obecnie w pobliżu coraz bardziej rozwija się osiedle domów letniskowych, jednak turyści korzystają prawie wyłącznie z położonego nieopodal jeziora Lemany.